# Wenn der weiße Flieder wieder blüht
För filmen, se Wenn der weiße Flieder wieder blüht (film).
Wenn der weiße Flieder wieder blüht är en sång skriven av Franz Doelle, och inspelad med Richard Tauber 1928. Med text på svenska av Berndt Carlberg (Berco) som "Vill ni se en stjärna" blev den en scenframgång för Zarah Leander  1929.